# پیتر اسمیت (زیست‌شناس)
پیتر اسمیت (انگلیسی: Peter Smith؛ زادهٔ ۱ ژانویهٔ ۲۰۰۰) دانشمند در زمینه جغرافیا و اب و هوا اهل بریتانیا است.
وی همچنین برندهٔ جوایزی همچون همکار انجمن سلطنتی شده‌است.